# Міське кладовище біля с. Підгороднього
Міське кладовище біля с. Підгороднього — некрополь у м. Тернополі. Розташований у західній частині міста, на пагорбі дороги, що веде на Бережани біля с. Підгороднього (звідси назва цвинтаря).
Це 5-й цвинтар в історії Тернополя, закладений у другій половині XX століття.

## Поховання

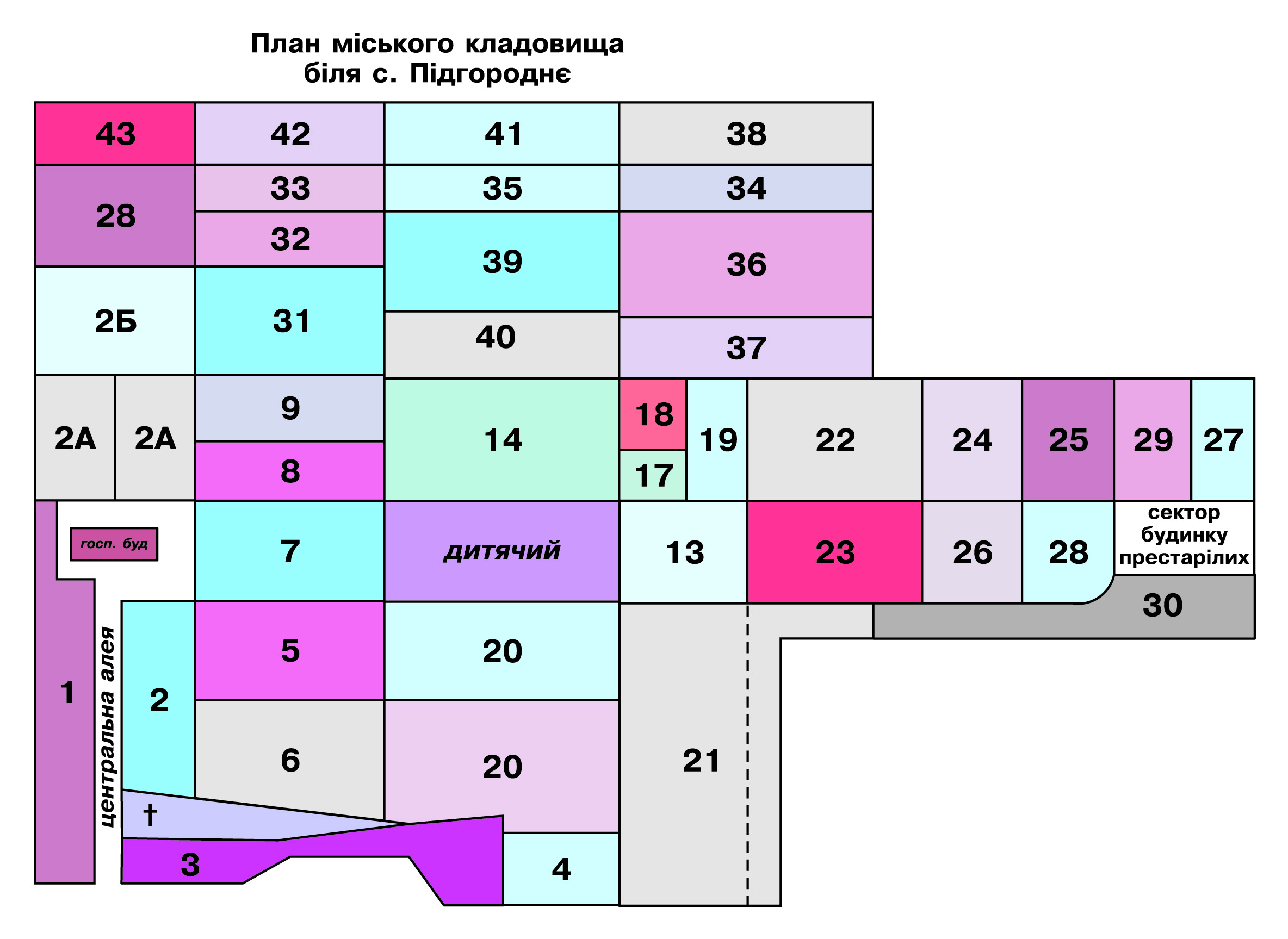
План кладовища

Більшість поховань на цвинтарі — пересічних тернополян, але також тут поховано кілька десятків відомих уродженців і тих, що проживали в місті.

### Поховання відомих людей
- Арсен Річинський (1892—1956) — український громадський, політичний і церковний діяч, композитор, фотограф, краєзнавець, основоположник української етнології релігії, святий сповідник, лікар.
- Марія Ластівка (1926—2004) — українська актриса.
- Анатолій Горілий (1936—2006) — український вчений у галузях економіки праці, соціальної роботи.
- Анатолій Горчинський (22 липня 1924, Фастів — 6 січня 2007) — український композитор, співак (баритон), режисер.
- Венедикт Лавренюк (1933—2006) — український етнограф, краєзнавець і музеєзнавець, багаторічний директор Тернопільського обласного краєзнавчого музею, перший голова Тернопільської обласної організації Всеукраїнської спілки краєзнавців.
- Микола Невеселий (1946—2006) — український скульптор.
- Роман Матейко (1946—2007) — український історик, вчений, краєзнавець, заслужений працівник освіти України.
- Ігор Киналь (1982—2008) — український військовик, старший лейтенант міліції, миротворець ООН, кавалер ордена «За мужність».
- Роман Гром'як (1937—2014) — український літературознавець, літературний критик, громадський діяч.
- Юрій Наливайчук (1977—2015) — український військовик.
- Григорій Бурбеза (1959—2018) — український педагог, журналіст, підприємець, пластун.

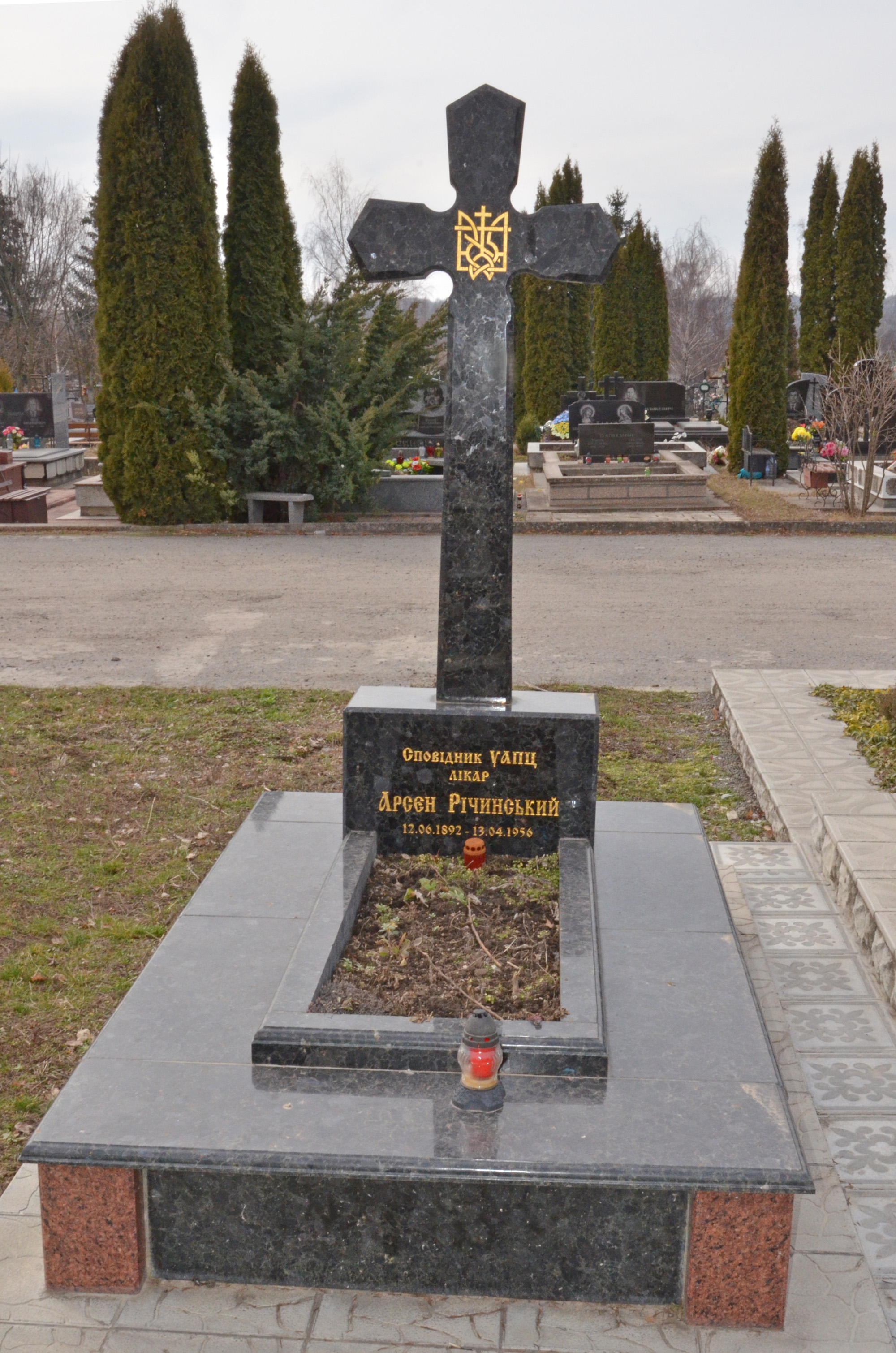
Могила Арсена Річинського
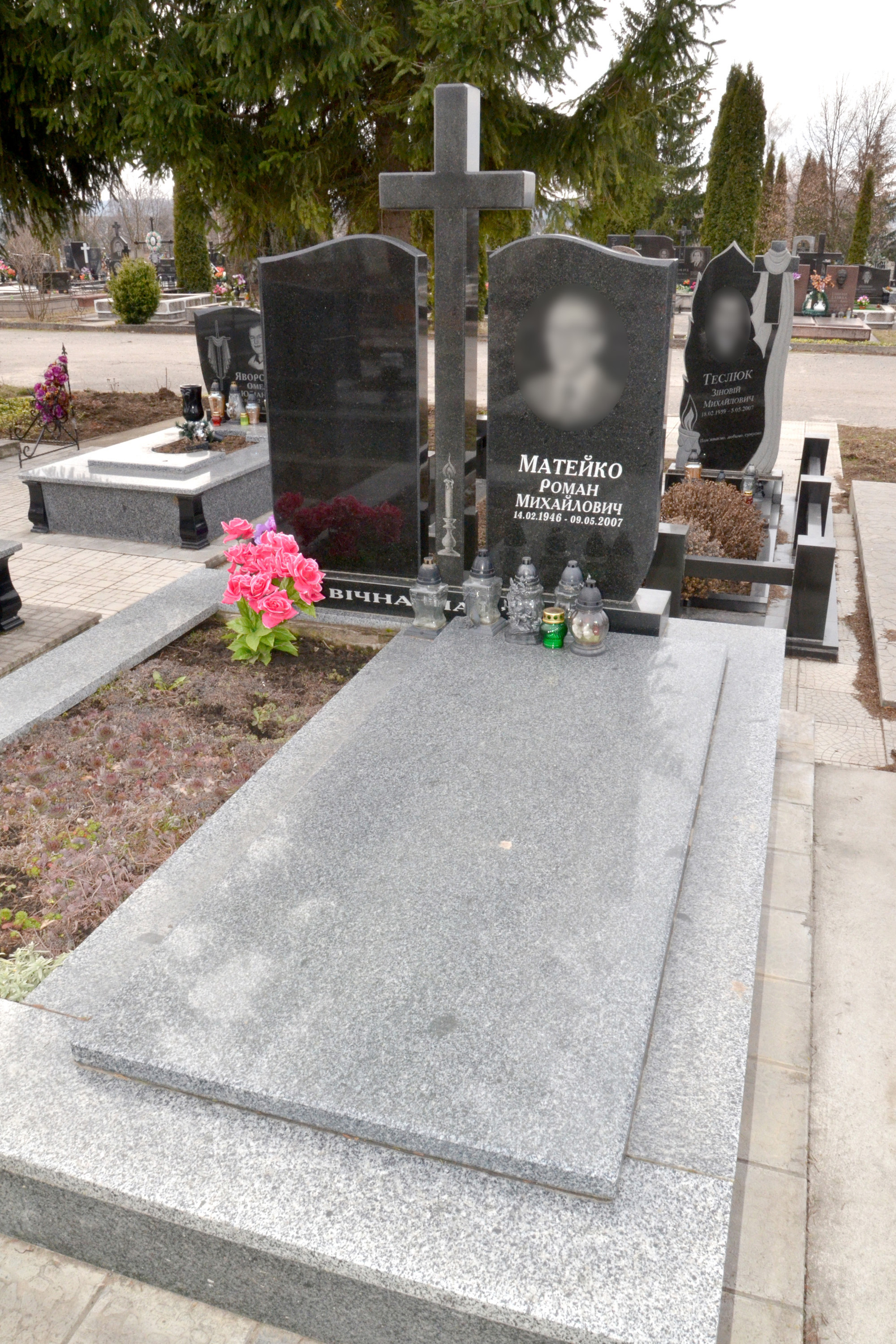
Могила Романа Матейка
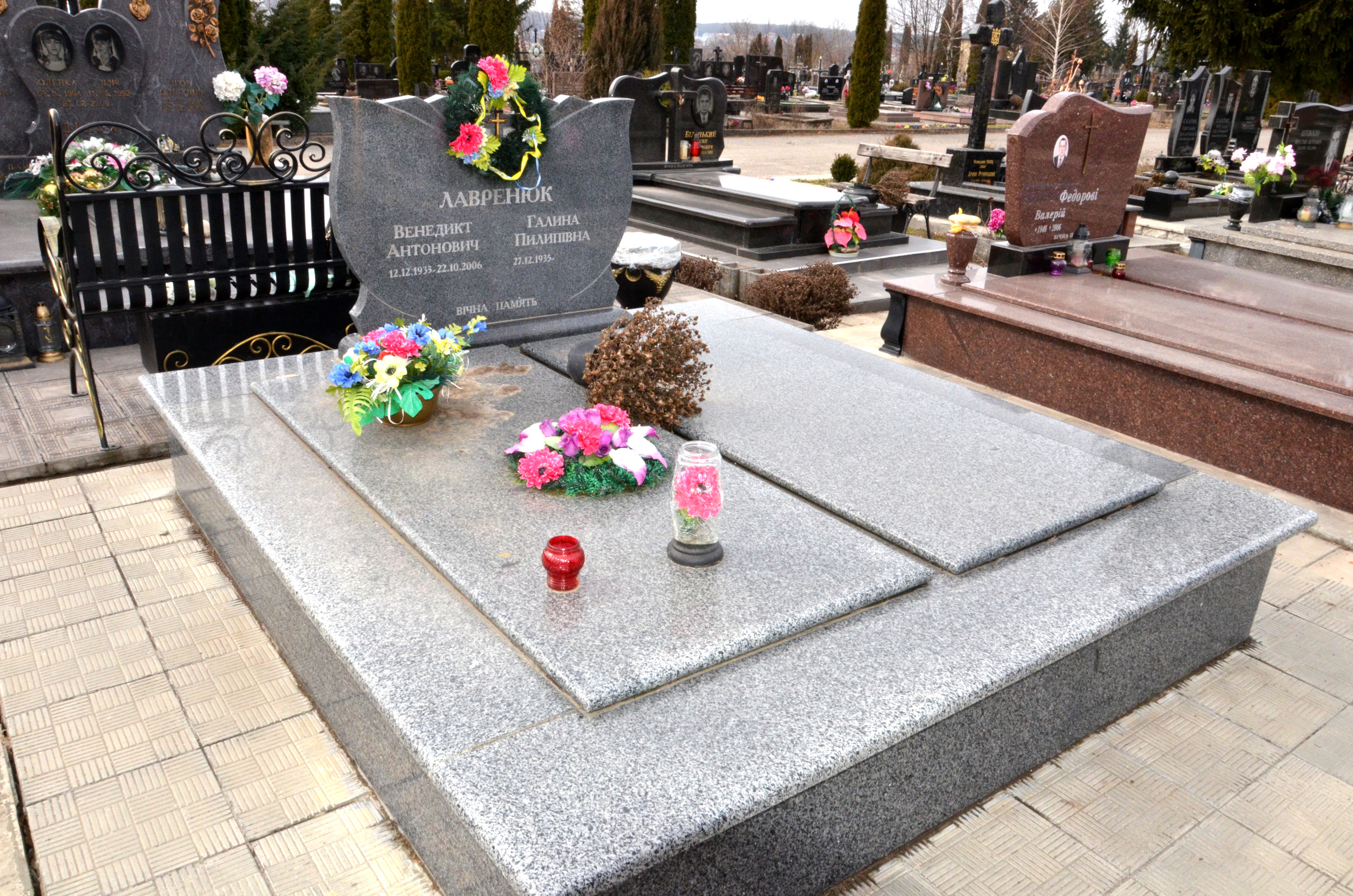
Могила Венедикта Лавренюка
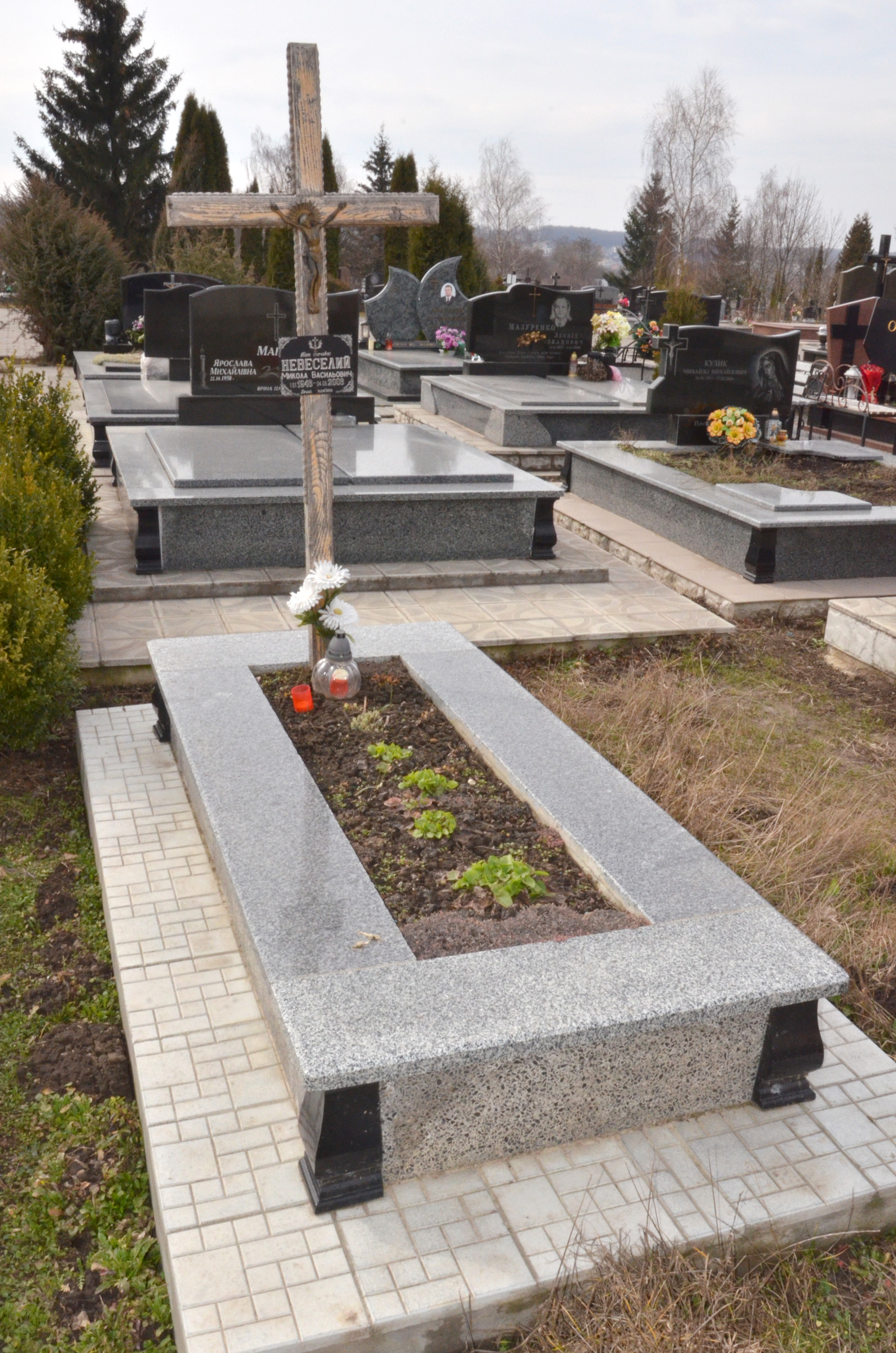
Могила Миколи Невеселого
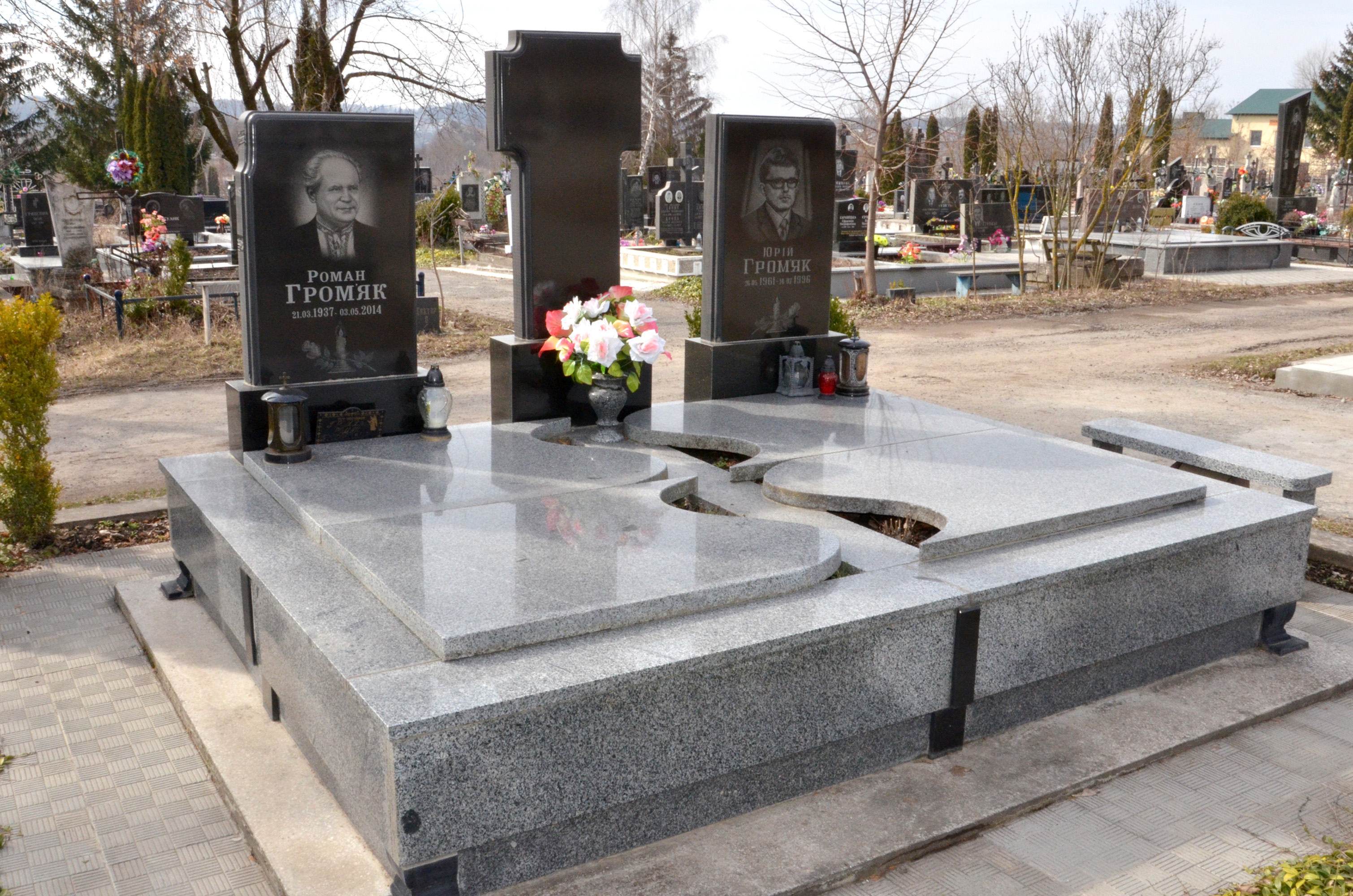
Могили Романа та Юрія Гром'яків
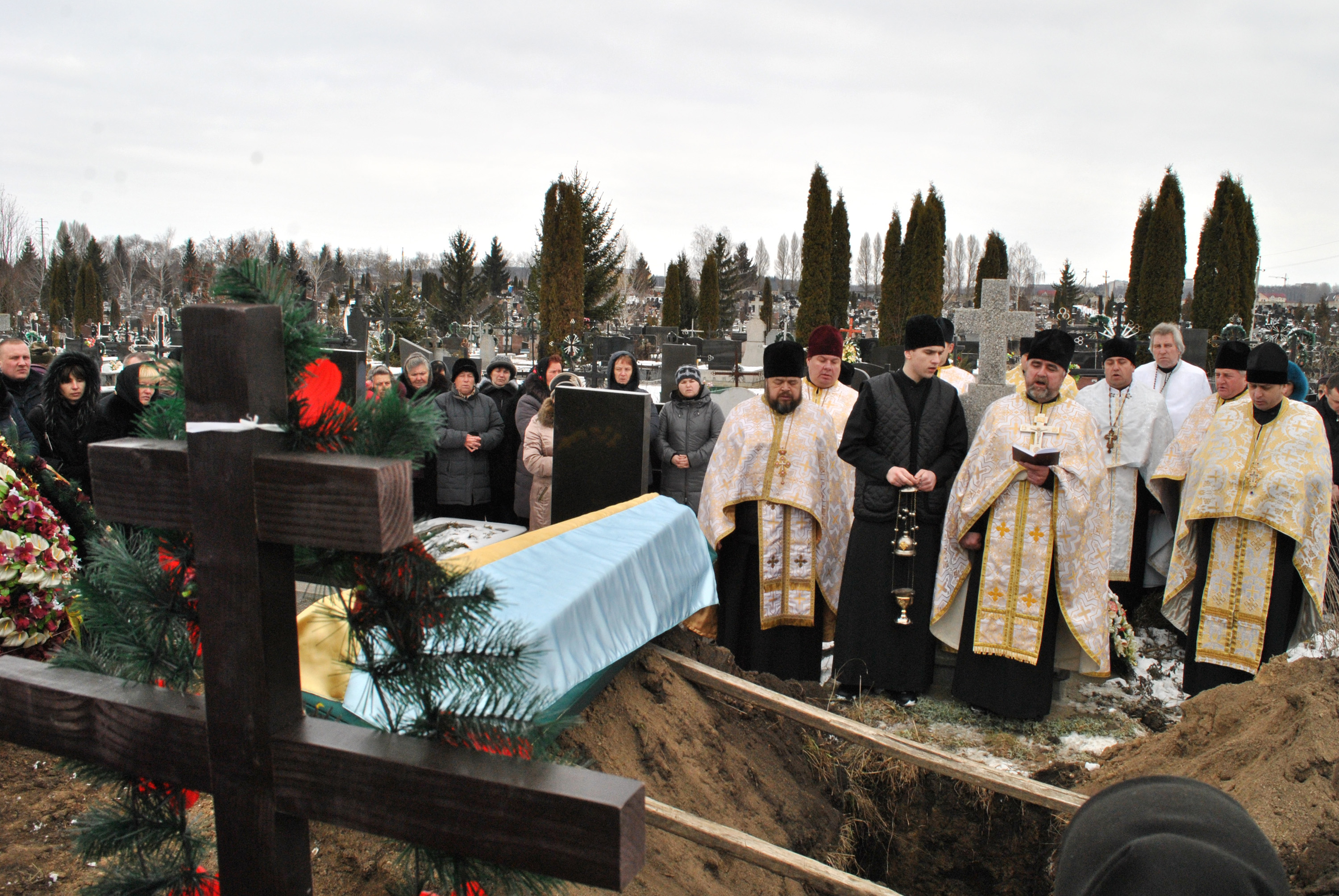
Похорон Юрія Наливайчука 6.02.2015